# Бирюки (Росія)
Бирюки́ (рос. Бирюки, марій. Бирюки) — присілок у складі Параньгинського району Марій Ел, Росія. Входить до складу Ілетського сільського поселення.

## Населення
Населення — 39 осіб (2010; 51 у 2002).
Національний склад (станом на 2002 рік):
- росіяни — 72 %